# Randia longifolia
Randia longifolia là một loài thực vật có hoa trong họ Thiến thảo. Loài này được C.Gust. mô tả khoa học đầu tiên năm 2000.